# Чаплинские
Чаплинские (пол. Czapliński) — польский и русские дворянские роды.

## История
Родовым гнездом рода Чаплинских герба Драгослав было селение Чаплин в Мазовецком воеводстве.
Самым старым известным представителем рода был Якуб, который в середине XV века единолично владел Чаплином. От первой жены у него были дети: Марек, Якуб, Мачей, Анна, Малгожата, Магдалена и Дорота. Вторую его жену звали Свенточна, от второго брака были два сына — Станислав и Якуб (чтобы не путать с Якубом от первого брака имел прозвище Шелига).
У правнука Станислава — Яна Чаплинского от брака с Анной Борковской было два сына: Ежи и Павел и две дочери: София и Анна. София в 1621 году, и Анна в 1634 году отказалась от родительского наследства в пользу братьев. Ежи в 1619 году продал свою часть Чаплина.

## Известные представители рода
- Чаплинский, Данило (? — 1660) — подстароста чигиринский, ротмистр, враг Богдана Хмельницкого.
- Чаплинская Гелена (Елена, Мотрона) (? — † 1651) — шляхтичка, супруга Данилы Чаплинского и вторая жена Богдана Хмельницкого.
- Чаплинский, Станислав (? — 1618) — после смерти Лисовского вождь лисовчиков.